# George Nichols
George Nichols (1864 – 20 de septiembre de 1927) fue un actor y director cinematográfico de nacionalidad estadounidense. Pionero del cine mudo, actuó en más de doscientos filmes y dirigió casi un centenar. Su nombre está principalmente ligado al de Charlie Chaplin, a quien dirigió en sus primeras actuaciones en el cine en comedias de dos rollos de Keystone Studios en 1914. Actuó en un total de 222 filmes entre 1908 y 1928, además de dirigir 95 desde 1911 a 1916. 

## Biografía
Nacido en Rockford, Illinois, Nichols se inició como actor en 1908, empezando a dirigir para Keystone en 1913, exiliado de Biograph Company como su colega Henry Lehrman y otros actores, entre ellos Mabel Normand y Fred Mace, formando con ellos el núcleo histórico de la productora de Mack Sennett.
Nichols dirigió a Mabel Normand, a Fatty, y a Chaplin en cuatro cortos, sustituyendo a Henry Lehrman, que lo había dirigido en su debut cinematográfico. Sin embargo, la relación profesional entre ambos no fue buena.
La última actuación de Nichols tuvo lugar en The Wedding March (1928), película dirigida por Erich von Stroheim.
George Nichols falleció en 1927 en Hollywood, California.Fue enterrado en el Cementerio Forest Lawn Memorial Park de Glendale, California. Su hijo, George Nichols Jr., fue también director cinematográfico.

## Filmografía

### Actor

#### Biograph
Salvo observación, los filmes rodados con Biograph fueron dirigidos por D.W. Griffith.
| - 1908 Behind the Scenes - 1908 The Heart of O'Yama - 1908 A Smoked Husband - 1908 The Pirate's Gold - 1909 The Voice of the Violin - 1909 One Busy Hour - 1909 A Baby's Shoe - 1909 The Jilt - 1909 The Cricket on the Hearth - 1909 What Drink Did - 1909 Her First Biscuits - 1909 His Wife's Visitor - 1909 The Seventh Day - 1909 The Sealed Room - 1909 The Little Darling - 1909 The Hessian Renegades - 1909 Getting Even - 1909 The Broken Locket - 1909 In Old Kentucky - 1909 A Fair Exchange - 1909 Leather Stocking - 1909 Wanted, a Child - 1909 The Awakening - 1909 Pippa Passes - 1909 The Little Teacher - 1909 A Change of Heart - 1909 His Lost Love - 1909 The Expiation - 1909 In the Watches of the Night - 1909 Lines of White on a Sullen Sea - 1909 What's Your Hurry? - 1909 The Gibson Goddess - 1909 Nursing a Viper - 1909 The Light That Came - 1909 The Restoration - 1909 Two Women and a Man - 1909 A Midnight Adventure - 1909 The Open Gate - 1909 The Mountaineer's Honor Father - 1909 The Trick That Failed - 1909 In the Window Recess - 1909 The Death Disc : A Story of the Cromwellian Period - 1909 Through the Breakers - 1909 The Red Man's View - 1909 On the Floor of the Exchange]] - 1909 In Little Italy - 1909 To Save Her Soul - 1909 The Day After, de D.W. Griffith y Frank Powell - 1910 The Rocky Road - 1910 Her Terrible Ordeal - 1910 The Honor of His Family - 1910 The Last Deal - 1910 The Cloister's Touch - 1910 The Woman from Mellon's - 1910 One Night, and Then - 1910 The Englishman and the Girl - 1910 His Last Burglary - 1910 The Newlyweds - 1910 The Thread of Destiny - 1910 The Converts - 1910 The Twisted Trail - 1910 Gold Is Not All | - 1910 The Two Brothers - 1910 As It Is in Life - 1910 A Rich Revenge - 1910 Thou Shalt Not - 1910 The Way of the World - 1910 The Unchanging Sea - 1910 The Purgation - 1910 A Child of the Ghetto - 1910 The Face at the Window - 1910 The Marked Time-Table - 1910 A Child's Impulse - 1910 Muggsy's First Sweetheart - 1910 A Midnight Cupid - 1910 What the Daisy Said - 1910 A Child's Faith - 1910 A Flash of Light - 1910 As the Bells Rang Out! - 1910 Unexpected Help - 1910 An Arcadian Maid - 1910 Her Father's Pride - 1910 The Usurer - 1910 The Modern Prodigal - 1910 Little Angels of Luck - 1910 A Mohawk's Way - 1910 In Life's Cycle - 1910 The Oath and the Man - 1910 Rose O'Salem Town - 1910 The Iconoclast - 1910 That Chink at Golden Gulch - 1910 The Broken Doll - 1910 The Banker's Daughters - 1910 The Message of the Violin - 1910 Waiter No. 5 - 1910 Simple Charity - 1910 Sunshine Sue - 1910 A Child's Stratagem - 1910 The Lesson - 1910 Winning Back His Love - 1911 When a Man Loves - 1911 Heart Beats of Long Ago - 1911 Priscilla's Engagement Ring, de Frank Powell - 1911 What Shall We Do with Our Old? - 1911 The Lily of the Tenements - 1911 A Decree of Destiny - 1911 Conscience - 1911 Was He a Coward? - 1911 The Lonedale Operator - 1911 The Spanish Gypsy - 1911 The Broken Cross - 1911 The Chief's Daughter - 1911 A Knight of the Road - 1911 In the Days of '49 - 1911 Enoch Arden Part I - 1911 Enoch Arden Part II - 1911 The Primal Call - 1911 Fighting Blood - 1911 The Ruling Passion - 1912 Lola's Promise - 1912 Two Daughters of Eve - 1912 Heredity - 1913 The Unwelcome Guest |

#### Varios
| - 1911 Turning the Tables - 1912 Flying to Fortune, de George Nichols - 1912 A Love of Long Ago, de George Nichols - 1912 Into the Desert, de George Nichols | - 1912 Miss Arabella Snaith, de George Nichols - 1913 In the Southland, de George Nichols - 1913 His Chorus Girl Wife |

#### Keystone

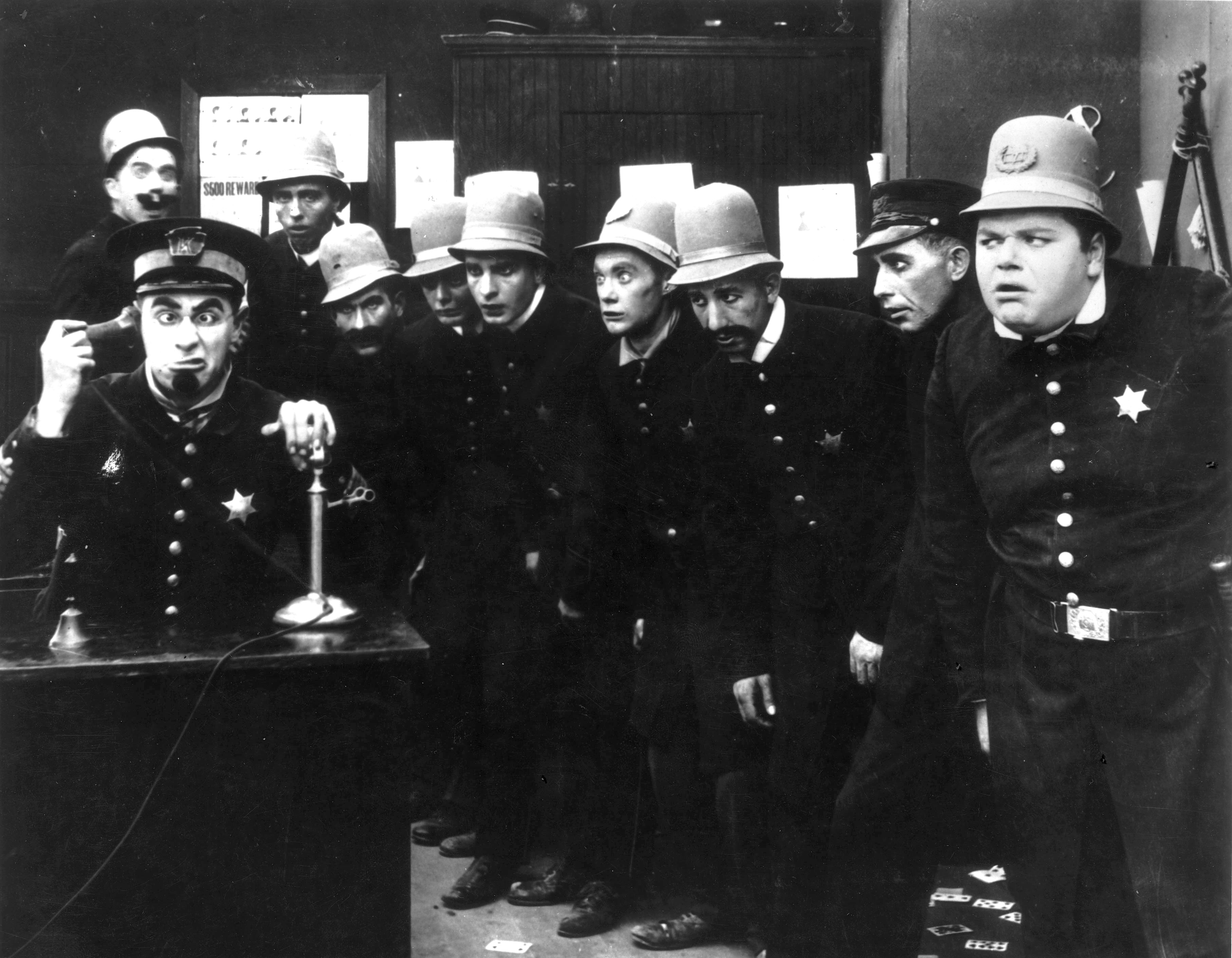
Pose característica de los Keystone Cops en un fotograma del episodio In the Clutches of the Gang: Ford Sterling con el teléfono, y detrás, Edgar Kennedy; en el extremo de la derecha, R. Arbuckle; su sobrino Al St. John es el cuarto por la derecha.

| - 1913 Foiling Fickle Father - 1913 Fatty Joins the Force, de George Nichols - 1913 Some Nerve, de Mack Sennett - 1914 The Under-Sheriff, de George Nichols - 1914 A Flirt's Mistake, de George Nichols | - 1914 In the Clutches of the Gang, de George Nichols - 1914 A Film Johnnie, de George Nichols |

#### Varios
| - 1915 A Day That Is Gone - 1915 The Forged Testament, de George Nichols - 1915 When Love Is Mocked, de George Nichols - 1917 The Son of His Father, de Victor Schertzinger - 1917 The Silent Man, de William S. Hart - 1918 Keys of the Righteous, de Jerome Storm - 1918 Cœurs du monde, de D.W. Griffith - 1918 Mickey, de F. Richard Jones y James Young - 1918 Battling Jane, de Elmer Clifton - 1918 Fame and Fortune, de Lynn Reynolds - 1918 Borrowed Clothes, de Lois Weber - 1919 A Romance of Happy Valley, de D.W. Griffith - 1919 The Light of Victory, de William Wolbert - 1919 The Rebellious Bride, de Lynn Reynolds - 1919 The Turn in the Road, de King Vidor - 1919 The Coming of the Law, de Arthur Rosson - 1919 Lirios rotos, de D.W. Griffith - 1919 When Doctors Disagree, de Victor Schertzinger - 1919 Bill Apperson's Boy, de James Kirkwood - 1919 The Wolf, de James Young - 1919 Victory, de Maurice Tourneur - 1919 The Greatest Question, de D.W. Griffith - 1920 Pinto, de Victor Schertzinger - 1920 The River's End, de Victor Heerman y Marshall Neilan - 1920 : The Family Honor, de King Vidor - 1920 Love's Protegé, de Walter Wright - 1920 The Orphan, de J. Gordon Edwards - 1920 The Joyous Troublemaker, de J. Gordon Edwards - 1920 Deep Waters, de Maurice Tourneur - 1920 The Iron Rider, de Scott R. Dunlap - 1920 Nineteen and Phyllis, de Joseph De Grasse - 1921 Oliver Twist, Jr., de Millard Webb - 1921 : Queen of Sheba, de J. Gordon Edwards - 1921 Live and Let Live, de Christy Cabanne - 1921 The Fox, de Robert Thornby - 1921 Shame, de Emmett J. Flynn - 1921 Molly O, de F. Richard Jones - 1922 The Barnstormer, de Charles Ray - 1922 Don't Get Personal, de Clarence G. Badger - 1922 One Glorious Day, de James Cruze - 1922 Step Forward, de William Beaudine y F. Richard Jones - 1922 The Pride of Palomar, de Frank Borzage | - 1922 The Flirt, de Hobart Henley - 1923 The Ghost Patrol, de Nat Ross - 1923 Suzanna, de F. Richard Jones - 1923 The Phantom Fortune, de Robert F. Hill - 1923 Children of the Dust, de Frank Borzage - 1923 Don't Marry for Money, de Clarence Brown - 1923 The Miracle Makers, de W. S. Van Dyke - 1923 The Extra Girl, de F. Richard Jones - 1923 The Country Kid, de William Beaudine - 1923 Let's Go, de William K. Howard - 1924 Daughters of Today, de Rollin S. Sturgeon - 1924 Secrets, de Frank Borzage - 1924 The Silent Stranger, de Albert S. Rogell - 1924 The Midnight Express, de George W. Hill - 1924 The Red Lily, de Fred Niblo - 1924 The Slanderers, de Nat Ross - 1924 The Beautiful Sinner, de W. S. Van Dyke - 1924 The Silent Watcher, de Frank Lloyd - 1924 East of Broadway, de William K. Howard - 1924 Geared to Go, de Albert S. Rogell - 1925 Capital Punishment, de James Patrick Hogan - 1925 Proud Flesh, de King Vidor - 1925 The Light of Western Stars, de William K. Howard - 1925 The Goose Woman, de Clarence Brown - 1925 The Merry Widow, de Erich von Stroheim - 1925 His Majesty, Bunker Bean, de Harry Beaumont - 1925 The Eagle, de Clarence Brown - 1926 Sea Horses, de Allan Dwan - 1926 Bachelor Brides, de William K. Howard - 1926 Rolling Home, de William A. Seiter - 1926 : Miss Nobody, de Lambert Hillyer - 1926 Senor Daredevil, de Albert S. Rogell - 1926 Broken Hearts of Hollywood, de Lloyd Bacon - 1926 Flames, de Lewis H. Moomaw - 1926 Gigolo, de William K. Howard - 1926 The Timid Terror, de Del Andrews - 1927 Finger Prints, de Lloyd Bacon - 1927 White Gold, de William K. Howard - 1927 White Flannels, de Lloyd Bacon - 1927 Ritzy, de Richard Rosson - 1928 The Wedding March, de Erich von Stroheim |

### Director

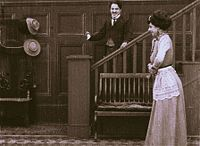
Charles Chaplin y Minta Durfee (1889 – 1975) en un fotograma de la película The Star Boarder.

| - 1911 The Higher Law - 1911 Cinderella - 1911 She - 1912 The Passing - 1912 The Arab's Bride - 1912 Extravagance - 1912 Flying to Fortune - 1912 Nicholas Nickleby - 1912 The Taming of Mary - 1912 The Golf Caddie's Dog - 1912 For Sale - 1912 The Girl of the Grove - 1912 A Love of Long Ago - 1912 Into the Desert - 1912 Rejuvenation - 1912 The Cry of the Children - 1912 Dora Thorne - 1912 Miss Arabella Snaith - 1912 The Saleslady - 1912 Love's Miracle - 1912 Jess - 1912 The Ring of a Spanish Grandee - 1912 Whom God Hath Joined - 1912 Hill Folks - 1912 Called Back - 1912 In Blossom Time - 1912 Out of the Dark - 1912 Ma and Dad - 1912 Under Two Flags - 1912 Pa's Medicine - 1912 Hazers Hazed - 1912 The Celebrated Case - 1912 Gentleman Joe - 1913 It Might Have Been - 1913 On the Threshold - 1913 The Supreme Sacrifice - 1913 The First Prize - 1913 Dolores' Decision - 1913 Tamandra, the Gypsy - 1913 Women of the Desert - 1913 A Florida Romance - 1913 In the Harem of Haschem - 1913 A Mock Marriage - 1913 Retribution - 1913 Kidnapping Father - 1913 The Great Pearl - 1913 From Ignorance to Light - 1913 Her Husband's Picture - 1913 On Her Wedding Day - 1913 The Call of the Heart | - 1913 Into the Light - 1913 In the Southland - 1913 Fatty at San Diego - 1913 A Small Time Act - 1913 Wine - 1913 Fatty Joins the Force - 1913 Ride for a Bride - 1913 Fatty's Flirtation - 1913 His Sister's Kids - 1913 He Would a Hunting Go - 1914 The Under-Sheriff - 1914 A Flirt's Mistake - 1914 In the Clutches of the Gang - 1914 Rebecca's Wedding Day - 1914 Mabel's Bear Escape - 1914 A Robust Romeo - 1914 Twixt Love and Fire - 1914 A film Johnnie - 1914 His Favourite Pastime - 1914 Cruel, Cruel Love - 1914 The Star Boarder - 1914 The Passing of Izzy - 1914 Finnigan's Bomb - 1914 Mabel's Nerve - 1914 Mabel's New Job - 1915 The Eternal Feminine - 1915 A Man and His Work - 1915 The Forged Testament - 1915 A Man's Prerogative - 1915 Ghosts codirigida con John Emerson - 1915 The Isle of Content - 1915 The Scarlet Lady - 1915 When Love Is Mocked - 1915 The Man with the Iron Heart - 1915 The Sculptor's Model - 1915 The Lost Messenger - 1915 The Print of the Nails - 1915 Locked In - 1916 Why Love Is Blind - 1916 Tom Martin: A Man - 1916 The Grinning Skull |